# Joseph Douglass

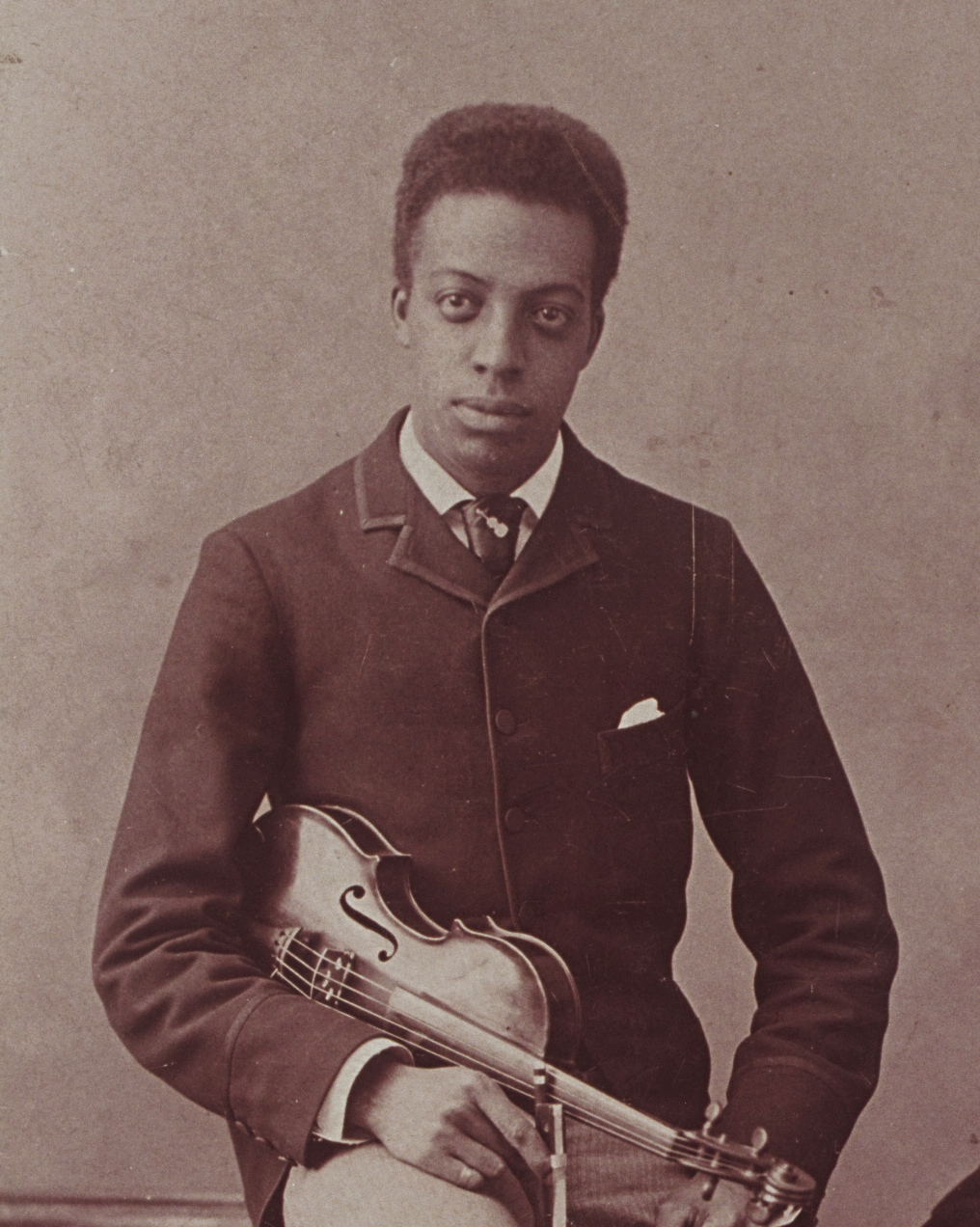
Joseph Douglass (1890er)

Joseph Henry Douglass (geboren am 3. Juli 1871 in Washington, D.C., gestorben am 7. Dezember 1935 ebenda) war ein afroamerikanischer Konzertgeiger.

## Biographie

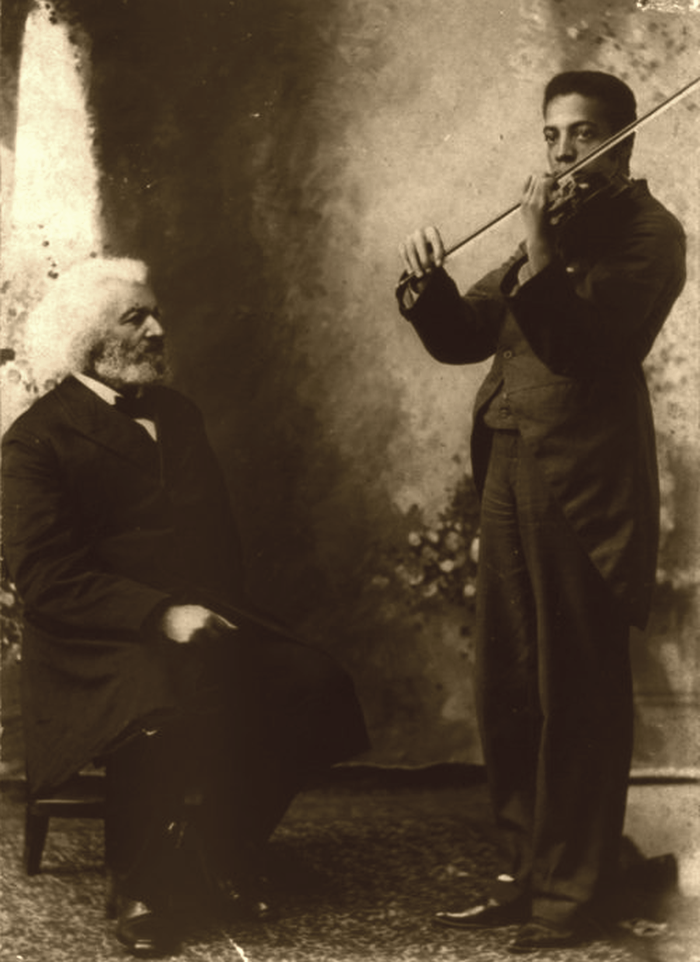
Joseph Douglass mit seinem Großvater Frederick (1890er)

Joseph Douglass wurde am 3. Juli 1871 in Washington, D.C. geboren. Er war der Sohn von Charles Remond Douglass (1844–1920), einem Sohn des Abolitionisten Frederick Douglass, und seiner ersten Frau Mary Elizabeth Murphy (1848–1879). Joseph hatte einen zehn Jahre jüngeren Halbbruder, Haley G. Douglass (1881–1954), der von Charles zweiter Frau Laura Antoinette Haley Douglass (1854–1928) geboren wurde.
Josephs Interesse für die Geige wurde schon früh von seinem Vater und seinem Großvater geweckt, die beide Amateur-Geigenspieler waren. Joseph studierte Violine am Boston Conservatory, nach anderen Quellen auch am New England Conservatory of Music. Er wurde einer der ersten afroamerikanischen Künstler, die nationale und internationale Bekanntheit erlangten.

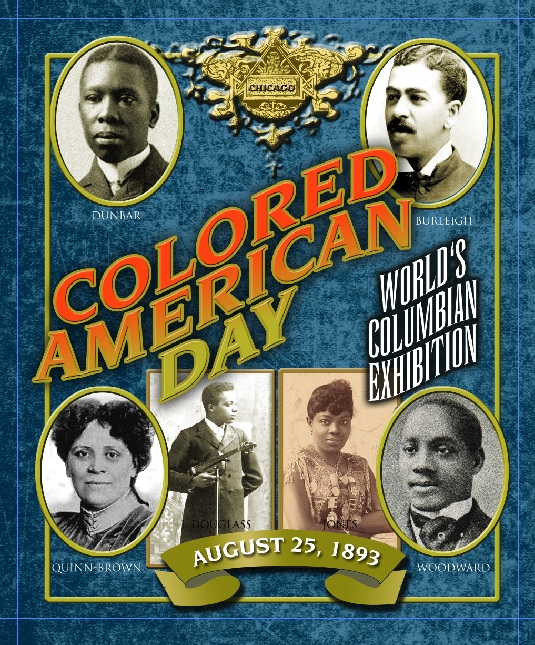
Joseph Douglass (unten 2.v.l.) auf einem Plakat für den Colored American Day

Seinen ersten großen Durchbruch als Konzertviolinist hatte Douglass im Alter von 22 Jahren, als er am 25. August 1893 auf dem im Rahmen der World’s Columbian Exposition stattfindenden Colored American Day auftrat, auf dem auch sein Großvater Frederick  eine Rede hielt.
Nach seinem Auftritt auf der World’s Columbian Exposition war Douglass sehr bekannt. Er gilt als der erste schwarze Geiger, der transkontinentale Touren unternahm. In den 1890er Jahren wurde er von der schwarzen Presse als der talentierteste schwarze Geiger gerühmt. Drei Jahrzehnte lang unternahm Douglass zahlreiche Touren und trat in schwarzen Bildungseinrichtungen sowie in einer beträchtlichen Anzahl von Kirchen auf.
Neben seiner Karriere als Musiker war Douglass auch als Dozent und Dirigent tätig. Er hatte feste Stellen an der Howard University in Washington, D.C. und der Colored Music Settlement School in New York.
Joseph Douglass starb am 7. Dezember 1935 in seinem Haus in Washington, DC. Er wurde zunächst auf dem Columbian Harmony Cemetery in Washington beigesetzt und 1960 auf den National Harmony Memorial Park Cemetery in Hyattsville, Maryland überführt.

## Familie

Joseph Douglass mit Frau und Kindern (um 1915)

Joseph Douglass war mit Fannie Howard Douglass verheiratet. Fannie war ebenfalls Musikerin und begleitete Josephs Auftritte oft auf dem Klavier. Die beiden hatten zwei Kinder: Blanche und Frederick III.